# کریستا ۱۰۱۵
سیارک ۱۰۱۵ (به انگلیسی: 1015 Christa، نامگذاری:1924QF) هزار و پانزدهمین سیارک کشف شده‌است که در ۳۱ ژانویه ۱۹۲۴ و در هایدلبرگ کشف شد.
قدر مطلق سیارک برابر ۹٫۰۳ است.